# Зиероломорфиды
Зиероломорфиды (лат. Sierolomorphidae) — семейство перепончатокрылых насекомых (Hymenoptera) подотряда жалоносные (Apocrita).
В России впервые были обнаружены на Дальнем Востоке (Лелей, 1998).

## Биология
Очень редкие осы, о биологии которых почти ничего не известно, предположительно эктопаразитоиды насекомых.

## Классификация и распространение
Известно 3 рода  (один вымерший) и около 13 видов (5 в Палеарктике, 7 в Северной Америке, 1 на Гавайях), в основном в составе рода Sierolomorpha.

### Современные группы
- Proscleroderma
  - Proscleroderma punctatum Kieffer 1906 (Сирия)
- Sierolomorpha (Голарктика)

### Вымершие группы
- † Loreisomorpha
  - † Loreisomorpha nascimbenei Rasnitsyn, 2000 (меловой период, Нью-джерсийский янтарь)